# Zidki
Zidki (en ucraniano: Зідьки, romanizado: Zidky) es un pueblo ucraniano perteneciente al óblast de Járkov. Situado en el este del país, es parte del raión de Chujúyiv y parte del municipio (hromada) de Zmíyiv.

## Toponimia
El nombre de la ciudad en otros idiomas de importancia local también es también Zidki (en ruso: Зидьки). Hasta 1946 el nombre oficial del pueblo fue Zyidki (en ucraniano: Зьидки).

## Geografía
Zidki se encuentra en la orilla derecha del río Donets, a 3 km de Zmíyiv y a 40 km de Járkov. 

## Historia
El pueblo fue fundado en 1659 por inmigrantes de la orilla derecha de Ucrania que huyeron aquí de la opresión de los señores feudales polacos. y perteneció a la gobernación de Járkov del Imperio ruso.
El pueblo obtuvo el estatus de asentamiento de tipo urbano en 1938.
Hasta el 18 de julio de 2020, Zidki fue parte del raión de Zmíyiv. El raión se abolió en julio de 2020 como parte de la reforma administrativa de Ucrania, que redujo el número de raiones del óblast de Járkiv a siete. El raión de Zmíyiv se fusionó con el raión de Chujúyiv.En 2023, Zidki perdió el estatus de asentamiento de tipo urbano debido a la eliminación de este estatus administrativo.

## Demografía
La evolución de la población de Zidki entre 1864 y 2022 fue la siguiente:
| 732                                                           | 1809 | 3776 | 4021 | 4087 | 3866 | 3669 |
| (Fuente: Cities & Towns of Ukraine y UKRAINE: Größere Städte) |      |      |      |      |      |      |

Según el censo de 2001, la lengua materna de la mayoría de los habitantes, el 90,63%, es el ruso; del 6,13% es el ucraniano.

## Infraestructura

### Transporte
La estación de tren de Zidki se encuentra en la línea que conecta Járkiv y Limán vía Izium. Zidki está conectado por carreteras con Járkov y con Izium.  